# Galaxias maculatus
Galaxias maculatus är en fiskart som först beskrevs av Leonard Jenyns 1842.  Galaxias maculatus ingår i släktet Galaxias och familjen Galaxiidae. Inga underarter finns listade i Catalogue of Life.
Trivialnamnet fläckig galaxid används för arten.
Galaxias maculatus blir vanligen omkring 15 cm lång och stora exemplar når en längd av 19 cm.
Arten förekommer i sjöar, floder och mindre vattendrag i den tempererade zonen av Australien, Nya Zeeland, Oceanien och Sydamerika fram till Falklandsöarna. Ibland besöker fisken bräckt vatten.